# Yves Meyer

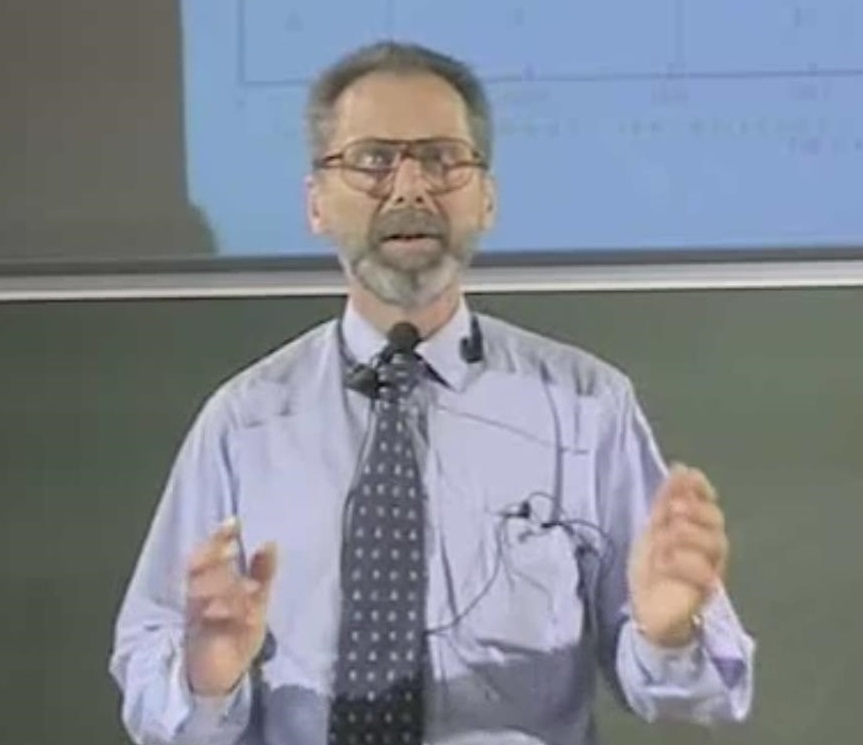
Yves Meyer, 2000

Yves François Meyer (* 19. Juli 1939 in Paris) ist ein französischer Mathematiker, der sich mit harmonischer Analyse beschäftigt.

## Leben
Meyer wuchs in Tunesien auf, besuchte das Lycée Carnot in Tunis und gewann den ersten Platz im nationalen Wettbewerb (concours) um den Zugang zu den Eliteschulen sowohl in Altgriechisch als auch in Französisch, wobei er nur ein Jahr eine der Vorbereitungsschulen für die Eliteuniversitäten besucht hatte. Er studierte 1957 bis 1960 an der École normale supérieure, erhielt die Agrégation und war danach zunächst drei Jahre an der Prytanée Militaire in La Flèche als Lehrer, wobei er seine Dissertation vorbereitete und in die nationale Forschungsorganisation CNRS aufgenommen wurde. Er promovierte 1966 in Straßburg, wobei er nach eigenen Worten sein eigener Doktorvater war, offiziell aber bei Jean-Pierre Kahane promoviert wurde. Ab 1963 lehrte er an der Universität Straßburg. Er forschte und lehrte auch an der Universität Paris-Süd in Orsay als Professor von 1966 bis 1980, danach bis 1986 an der École polytechnique, 1985 bis 1995 an der Universität Paris-Dauphine und danach an der École normale supérieure de Cachan, wo er Professor Emeritus am CMLA (Centre de Mathematiques et leurs Applications) ist.

## Werk
Meyer ist mit Ingrid Daubechies, Jean Morlet, Alex Grossmann und anderen in den 1980er Jahren einer der Pioniere der Wavelet-Transformation gewesen. Seine Beschäftigung damit begann nach der Lektüre eines Aufsatzes von Morlet und Grossmann 1984, wonach er sofort Kontakt zu diesen suchte. Mit Stéphane Mallat entwickelte er die Multiskalen-Approximation (Multiresolution Analysis, MRA). Mit Hilfe von Wavelets und mit Pierre Gilles Lemarié-Rieusset zeigte er 1986, dass Wavelets orthogonale Basen bilden können. Mit Ronald Coifman führte er Wavelet-Pakete ein und lokale trigonometrische Basen. 2001 entwickelte er ein Verfahren der Bildverarbeitung, das Bilder in Cartoons (die stückweise stetige „geometrische“ Komponente) und Textur (beschrieben durch schnell oszillierende Funktionen) zerlegte.
Am Anfang seiner Karriere und in seiner Dissertation befasste er sich mit Anwendungen der Harmonischen Analysis in der Zahlentheorie, zum Beispiel bei Diophantischen Approximationen. Er fand zum Beispiel Zahlenfolgen {\displaystyle k_{n}\in \mathbb {R} }, deren Glieder den natürlichen Zahlen beliebig nahe kommen können und für die gilt: {\displaystyle t\cdot k_{n}} ist gleichverteilt mod 1 im Einheitsintervall genau dann wenn {\displaystyle t\in \mathbb {R} } transzendent ist. Anfang der 1970er Jahre entwickelte er seine Theorie der Modell-Mengen (Model Sets, Meyer Sets) in der Zahlentheorie, Punktmengen die Gitter verallgemeinern aber geringere Symmetrie haben, mit späteren Anwendungen auf Quasikristalle und andere aperiodische Strukturen. Diese Themen behandelte er später auch mit der Theorie der Wavelets.
In der Analysis bewies er die Stetigkeit des Cauchy-Integraloperators mit Ronald Coifman und Alan McIntosh, ein zentrales Problem in der Theorie der singulären Integraloperatoren von Alberto Calderón und Antoni Zygmund. Einige Schüler von Meyer leisteten auf diesem Gebiet, mit dem sich Meyer Mitte der 1970er bis Mitte der 1980er Jahre schwerpunktmäßig befasste, ebenfalls Herausragendes. Meyer selbst konnte später zeigen, dass die Theorie der Wavelets eine besonders einfache Zerlegung der Operatoren von Calderon-Zygmund Typ lieferten.
Mit Marco Cannone wandte er Methoden der Harmonischen Analysis (Littlewood-Paley-Zerlegung) auf das Anfangswertproblem der Navier-Stokes-Gleichung an und er wandte dort verschiedene Wavelet-Methoden an.

## Mitgliedschaften und Ehrungen
Er ist seit 1986 korrespondierendes und seit 1993 volles Mitglied der Académie des sciences. Er hielt den Cours Peccot am Collège de France. 1970 erhielt er den Salem-Preis, die höchste internationale Auszeichnung für Harmonische Analysis, 1972 den Prix Carrière und 1984 den Grand Prix der Académie des Sciences. 1970 war er Invited Speaker auf dem Internationalen Mathematikerkongress in Nizza (Nombres de Pisot et analyse harmonique), 1983 in Warschau (Intégrales singulières, opérateurs multilinéares, analyse complexe et équations aux derivées partielles)  und 1990 in Kyōto (Wavelets and applications). 2000 hielt er einen Plenarvortrag auf dem 3. Europäischen Mathematikerkongress in Barcelona (The role of oscillations in some nonlinear problems). 2010 erhielt er den Carl-Friedrich-Gauß-Preis auf dem Internationalen Mathematikerkongress in Hyderabad. Er ist Mitglied der American Academy of Arts and Sciences und Ehrendoktor der Universidad Autonoma de Madrid. Er ist Fellow der American Mathematical Society. 2014 wurde er als ausländisches Mitglied in die National Academy of Sciences gewählt. Am 21. März 2017 wurde ihm der Abelpreis zugesprochen, die Preisverleihung erfolgte am 23. Mai 2017 durch den norwegischen König Harald V. 2018 hielt Meyer die Lars Onsager Lecture. 2020 wurde er mit dem Prinzessin-von-Asturien-Preis in der Kategorie „Wissenschaft“ ausgezeichnet.

## Sonstiges
Zu seinen Doktoranden gehören Jean-Paul Allouche, Guy David, Jean-Lin Journé, Philippe Tchamitchian, Pascal Auscher, Marco Cannone, Stéphane Jaffard und Albert Cohen.
Er ist verheiratet und hat zwei Kinder.

## Schriften
Bücher:
- Nombres de Pisot, Nombres de Salem et analyse harmonique (Cours Peccot am College de France 1969), Springer, Lecturenotes in Mathematics Bd. 117, 1970
- Algebraic Numbers and harmonic analysis, North Holland 1972
- mit Ronald Coifman: Ondelettes et operateurs, Paris, Hermann 1990, 1991
- mit Ronald Coifman: Wavelets. Calderón-Zygmund and Multilinear Operators, Cambridge University Press 1997
- Wavelets and Operators, Cambridge Studies in Advanced Mathematics 37, Cambridge University Press, Cambridge Studies in Advanced Mathematics, 1992, 1995
- mit Stephane Jaffard, Robert Ryan: Wavelets – tools for science and technology, SIAM 2001
- Wavelets – algorithms and applications, SIAM 1993
- Oscillating Patterns in Image Processing and Nonlinear Evolution Equations, American Mathematical Society 2001

Einige Aufsätze:
- mit R. Coifman, A. MacIntosh: L'intégrale de Cauchy définit un operateur borné sur {\displaystyle L^{2}} pour les courbes Lipschitziennes, Annals of Mathematics, Band 116, 1982, S. 361–387
- mit R. Coifman, Pierre-Louis Lions, Stephen Semmes: Compensated compactness and Hardy spaces, J. Math. Pures Appl., Band 247, 1993, S. 247–293
- mit M. Cannone: Littlewood-Paley decomposition and Navier-Stokes equations, Methods and Applications of Analysis, Band 2, 1995, S. 307–319
- Oscillating patterns in some nonlinear evolution equations, in: Marco Cannone, Tetsuro Miyakawa (Hrsg.): Mathematical foundations of turbulent viscous flows, CIME Summer School, Martina Franca 2003, Lecture notes in mathematics 1871, Springer 2006, S. 101–187